# 原田武男
原田 武男（はらだ たけお、1971年10月2日 - ）は、佐賀県出身の元サッカー選手・指導者（JFA 公認S級コーチ）。現役時代のポジションはMF、DF。

## 来歴
小学校3年生のときに兄二人の影響でサッカーを始める。鹿島東部中学校を経て、高校は長崎県の国見高校に進む。1年次に全国高校サッカー選手権に優勝、3年次はチームの主将を任される。進学した早稲田大学では、4年次に第42回全日本大学サッカー選手権大会で優勝、原田は5得点をあげて最優秀選手賞を受賞した。大学での同期に相馬直樹がいる。大学時代にはユニバーシアード日本代表、オリンピック日本代表に選出され、バルセロナ五輪アジア予選に出場。1991年には日本代表に召集され、試合出場はなかったが韓国代表との国際Aマッチにベンチ入りした。
大学卒業にあたっては9クラブが獲得に乗り出す中、1994年に横浜フリューゲルスに加入。開幕前の怪我で出遅れたものの1年目から31試合に出場した。同じボランチに山口素弘とセザール・サンパイオがいたため1996年には出場機会が減少したが、1998年はリベロとして出番を得て、横浜Fにとって最後の大会となった1998年度の天皇杯に優勝。横浜Fでは複数のポジションをこなし、「GK以外はすべてやった」と自身も振り返る。
1998年シーズン限りで横浜Fが消滅した後はセレッソ大阪に移籍。その後、2000年6月より初のJ1シーズンで苦闘していた川崎フロンターレに期限付き移籍。2001年はJ2の大分トリニータに期限付き移籍、チームは最終節までJ1昇格争いを繰り広げたが結果6位で昇格を逃した。2002年にアビスパ福岡に完全移籍。2シーズン在籍後に自身初となる戦力外通告を受ける。
ザスパ草津の練習に参加したが契約には至らず、2004年冬に国見高時代の恩師・小嶺忠敏の誘いを受け、翌年1月の九州各県リーグ決勝大会に出場する有明SC（2005年よりV・ファーレン長崎）に助っ人として参加。その後も長崎に所属しクラブのステップアップに貢献、「ミスターV・ファーレン」と呼ばれた。2010年限りで現役引退。2011年2月27日に故郷の小学校にて引退試合を行いスパイクを脱いだ。
2011年より長崎のフロントスタッフ入り。2012年より新たに設立された長崎のU-18監督に就任。2014年からはU-18監督を兼ねつつトップチームのアシスタントコーチに就任。2015年にJFA公認S級コーチライセンスを取得。
2016年シーズンをもって選手時代から11年在籍した長崎を退団し、2017年シーズンから、J3に降格したギラヴァンツ北九州の指揮を執ることが発表された。しかし、1シーズンでのJ2復帰を目標とするチームを指揮するも、シーズン中暫定6位が最高順位で一度もJ2への昇格圏となる2位以上に上げることが出来ず、同シーズン終了をもって監督退任となった。

## エピソード
- 国見高校での2期上に吉田裕幸、村田一弘、二宮浩、立石敬之、1期上に永井秀樹、1期下に森直樹などがいた。早稲田大学ア式蹴球部では3期上にチョウ・キジェ、2期上に池田伸康、同期には相馬直樹、2期下には上野良治、斉藤俊秀、3期下には外池大亮なども在籍し黄金期を形成した。
- 高校3年次に出場した全国選手権（第68回大会）の際に、国見高校は東京での調整を國學院久我山高校の協力を得て行っていたが、その國學院久我山サッカー部にはゴスペラーズのボーカリスト・村上てつやが在籍しており、原田のプレーを見て「何から何まで全く敵わない」と衝撃を受け大学ではサッカー部に入らずアカペラサークルに入る一因となったと語っている[15]。

## 所属クラブ
- 佐賀県鹿島市立浜小学校
- 鹿島市立東部中学校
- 長崎県立国見高等学校
- 早稲田大学ア式蹴球部
- 1994年 - 1998年 横浜フリューゲルス
- 1999年 - 2000年途中 セレッソ大阪
  - 2000年 川崎フロンターレ (期限付き移籍)
  - 2001年 大分トリニータ (期限付き移籍)
- 2002年 - 2003年 アビスパ福岡
- 2005年 - 2010年 V・ファーレン長崎
- 2011年 - 2013年 三菱重工長崎サッカー部 (選手登録のみ。所属はV・ファーレン長崎)

## 個人成績
| 国内大会個人成績 | 国内大会個人成績 | 国内大会個人成績 | 国内大会個人成績 | 国内大会個人成績 | 国内大会個人成績 | 国内大会個人成績 | 国内大会個人成績 | 国内大会個人成績 | 国内大会個人成績 | 国内大会個人成績 | 国内大会個人成績 |
| 年度             | クラブ           | 背番号           | リーグ           | リーグ戦         | リーグ戦         | リーグ杯         | リーグ杯         | オープン杯       | オープン杯       | 期間通算         | 期間通算         |
| 年度             | クラブ           | 背番号           | リーグ           | 出場             | 得点             | 出場             | 得点             | 出場             | 得点             | 出場             | 得点             |
| 日本             | 日本             | 日本             | 日本             | リーグ戦         | リーグ戦         | リーグ杯         | リーグ杯         | 天皇杯           | 天皇杯           | 期間通算         | 期間通算         |
| ---------------- | ---------------- | ---------------- | ---------------- | ---------------- | ---------------- | ---------------- | ---------------- | ---------------- | ---------------- | ---------------- | ---------------- |
| 1993             | 早大             |                  | -                | -                | -                | -                | -                | 2                | 0                | 2                | 0                |
| 1994             | 横浜F            | -                | J                | 31               | 1                | 2                | 0                | 2                | 0                | 35               | 1                |
| 1995             | 横浜F            | -                | J                | 25               | 4                | -                | -                | 2                | 0                | 27               | 4                |
| 1996             | 横浜F            | -                | J                | 9                | 1                | 3                | 0                | 1                | 0                | 13               | 1                |
| 1997             | 横浜F            | 19               | J                | 20               | 2                | 9                | 0                | 4                | 0                | 33               | 2                |
| 1998             | 横浜F            | 7                | J                | 22               | 0                | 3                | 0                | 4                | 0                | 29               | 0                |
| 1999             | C大阪            | 7                | J1               | 30               | 0                | 4                | 0                | 2                | 0                | 36               | 0                |
| 2000             | C大阪            | 7                | J1               | 11               | 0                | 2                | 0                | -                | -                | 13               | 0                |
| 2000             | 川崎             | 34               | J1               | 15               | 1                | 7                | 0                | 1                | 0                | 23               | 1                |
| 2001             | 大分             | 14               | J2               | 40               | 0                | 2                | 0                | 3                | 0                | 45               | 0                |
| 2002             | 福岡             | 33               | J2               | 22               | 0                | -                | -                | 4                | 0                | 26               | 0                |
| 2003             | 福岡             | 8                | J2               | 27               | 1                | -                | -                | 3                | 0                | 30               | 1                |
| 2005             | 長崎             |                  | 九州             | 18               | 5                | -                | -                | -                | -                | 18               | 5                |
| 2006             | 長崎             | 14               | 九州             | 13               | 2                | -                | -                | 1                | 0                | 14               | 2                |
| 2007             | 長崎             | 14               | 九州             | 16               | 1                | -                | -                | 3                | 0                | 19               | 1                |
| 2008             | 長崎             | 14               | 九州             | 17               | 2                | -                | -                | -                | -                | 17               | 2                |
| 2009             | 長崎             | 14               | JFL              | 21               | 0                | -                | -                | 0                | 0                | 21               | 0                |
| 2010             | 長崎             | 14               | JFL              | 9                | 0                | -                | -                | 1                | 0                | 10               | 0                |
| 2011             | 三菱長崎         | 14               | 九州             |                  |                  | -                | -                | -                | -                |                  |                  |
| 2012             | 三菱長崎         | 14               | 九州             |                  |                  | -                | -                | -                | -                |                  |                  |
| 2013             | 三菱長崎         | 14               | 九州             |                  |                  | -                | -                | 0                | 0                |                  |                  |
| 通算             | 日本             | 日本             | J1               | 163              | 9                | 30               | 0                | 16               | 0                | 209              | 9                |
| 通算             | 日本             | 日本             | J2               | 89               | 1                | 9                | 0                | 10               | 0                | 108              | 1                |
| 通算             | 日本             | 日本             | JFL              | 30               | 0                | -                | -                | 1                | 0                | 31               | 0                |
| 通算             | 日本             | 日本             | 九州             | 64               | 10               | -                | -                | 4                | 0                | 68               | 10               |
| 通算             | 日本             | 日本             | 他               | -                | -                | -                | -                | 2                | 0                | 2                | 0                |
| 総通算           | 総通算           | 総通算           | 総通算           | 346              | 20               | 39               | 0                | 33               | 0                | 418              | 20               |

## 指導歴
- 2012年 - 2016年 V・ファーレン長崎
  - 2012年 - 2016年 U-18 監督
  - 2014年 トップチーム アシスタントコーチ (U-18監督兼任)
- 2017年 ギラヴァンツ北九州 監督
- 2018年 - V・ファーレン長崎
  - 2018年 - 2019年 トップチーム コーチ
  - 2020年 U-18 コーチ
  - 2021年 - U-18 監督

## 監督成績
| 年度 | クラブ | 所属 | リーグ戦 | リーグ戦 | リーグ戦 | リーグ戦 | リーグ戦 | リーグ戦 | カップ戦      | カップ戦  |
| 年度 | クラブ | 所属 | 順位     | 勝点     | 試合     | 勝       | 分       | 敗       | Jリーグカップ | 天皇杯    |
| ---- | ------ | ---- | -------- | -------- | -------- | -------- | -------- | -------- | ------------- | --------- |
| 2017 | 北九州 | J3   | 9位      | 46       | 32       | 13       | 7        | 12       | -             | 2回戦敗退 |
| 2022 | 長崎   | J2   | 11位     | 7        | 4        | 2        | 1        | 1        | -             | -         |